# Европско првенство у атлетици на отвореном 2012 — штафета 4 × 100 метара за жене
Трка штафета 4 х 100 м у женској конкуренцији на Европском првенству у атлетици 2012. у Хелсинкију одржана је 30. и 1. јула на Олимпијском стадиону у Хелсинкију.
Учествовало је 16 штафета.

## Рекорди
| Рекорди пре почетка Европског првенства 2012. | Рекорди пре почетка Европског првенства 2012.                                     | Рекорди пре почетка Европског првенства 2012. | Рекорди пре почетка Европског првенства 2012. | Рекорди пре почетка Европског првенства 2012. |
| --------------------------------------------- | --------------------------------------------------------------------------------- | --------------------------------------------- | --------------------------------------------- | --------------------------------------------- |
| Светски рекорд                                | Источна Немачка · Зилке Гладиш, Сабине Ригер, Ингрид Ауерсвалд, Марлис Гер        | 41,37                                         | Канбера, Аустралија                           | 6. октобар 1985.                              |
| Европски рекорд                               | Источна Немачка · Зилке Гладиш, Забине Ригер, Ингрид Ауерсвалд, Марлис Гер        | 41,37                                         | Канбера, Аустралија                           | 6. октобар 1985.                              |
| Рекорди Европских првенстава                  | Источна Немачка · Зилке Милер, Кетрин Кнабе, Kerstin Behrendt, Забине Гинтер      | 41,68                                         | Сплит, Југославија                            | 1. септембар 1990                             |
| Светски рекорд сезоне                         | Сједињене Америчке Државе Црвени                                                  | 42,19                                         | Филаделфија, САД                              | 28. април 2012.                               |
| Европски рекорд сезоне                        | Украјина · Наталија Погребњак, Марија Рјемјен · Олесја Повх, Викторија Пјатаченко | 42,60                                         | Јалта, Украјина                               | 29. мај 2012                                  |
| Рекорди после Европског првенства 2006.       |                                                                                   |                                               |                                               |                                               |
| Европски рекорд сезоне                        | Немачка · Лена Гинтер, Ана Кибис · Татјана Лофамаканда Пинто, Верена Зајлер       | 42,51                                         | Хелсинки, Финска                              | 1. јули 2012                                  |

## Освајачи медаља
|                                                                       |                                                               |                                                                 |
| Лена Гинтер Ана Кибис Татјана Лофамаканда Пинто Верена Зајлер Немачка | Кадене Васел Дафне Схиперс Ева Луберс Јамиле Самуел Холандија | Марика Попович Дарија Корчинска Марта Јешке Ewelina Ptak Пољска |

## Сатница
| Датум         | Време | Коло          |
| ------------- | ----- | ------------- |
| 30. јун 2012. | 13:05 | Квалификације |
| 1. јул 2012.  | 17:05 | Финале        |

## Резултати

### Квалификације
Штафете су биле подељене у две групе по 8. За финале су се пласирале по три првпласиране из сваке групе (КВ)и две штафете према постигнутом резултату (кв).
| Поз. | Група | Стаза | Земља                | Атлетичарке                                                                         | Време | Белешка |
| ---- | ----- | ----- | -------------------- | ----------------------------------------------------------------------------------- | ----- | ------- |
| 1    | 1     | 2     | Украјина             | Олесја Повх, Наталија Погребњак, Марија Рјемјењ, Викторија Пјатаченко               | 42,70 | КВ      |
| 2    | 2     | 8     | Немачка              | Лена Гинтер, Ана Цибис, Татјана Лофамаканда Пинто, Верена Зајлер                    | 43,03 | КВ, ЛРС |
| 3    | 1     | 3     | Француска            | Карима Луами, Ayodele Ikuesan, Женифер Гале, Кристин Арон                           | 43,12 | КВ, ЛРС |
| 4    | 1     | 6     | Пољска               | Марика Попович, Дарија Корчинска, Марта Јешке, Ewelina Ptak                         | 43,13 | КВ, ЛРС |
| 5    | 1     | 4     | Швајцарска           | Мишел Куени, Жаклин Гасер , Елен Шпрунгер, Леа Шпрунгер                             | 43,51 | кв, НР  |
| 6    | 2     | 7     | Русија               | Јевгенија Пољакова, Јекатерина Кузмина, Јекатерина Вороненкова, Олга Белкина        | 43,62 | КВ, ЛРС |
| 7    | 1     | 5     | Белорусија           | Volha Astashka, Katsiaryna Hanchar, Elena Danilyuk-Nevmerzhytskaya, Јулија Баљукина | 43,69 | кв      |
| 8    | 2     | 3     | Холандија            | Esther Akihary, Марит Дофејде, Ева Луберс, Кадене Васел                             | 43,80 | КВ      |
| 9    | 2     | 1     | Белгија              | Оливија Борле, Hanna Mariën, Hanne Claes, Ан Загре                                  | 43,81 | ЛРС     |
| 10   | 2     | 5     | Италија              | Gloria Hooper, Одри Ало, Martina Amidei, Ilenia Draisci                             | 43,90 | ЛРС     |
| 11   | 1     | 7     | Словенија            | Аља Сиитар, Сара Страјнер, Кристина Жумер, Мерлин Оти                               | 44,8  | ЛРС     |
| 12   | 2     | 4     | Финска               | Марија Ресенен, Нора Хемелејнен, Мина Лаука, Хана-Мари Латвала                      | 44,65 | ЛРС     |
| 13   | 1     | 8     | Бугарска             | Габријела Лалова, Тезџин Наимова, Karin Okoliye, Ваја Владева                       | 45,25 |         |
| 14   | 1     | 1     | Шпанија              | Belén Recio, Plácida Martínez, Alazne Furundarena, Сара Марија Сантјааго            | 45,47 |         |
| -    | 2     | 6     | Уједињено Краљевство | Ањика Онура, Монтел Дашлас, Hayley Jones, Ешли Нелсон                               | ДИСК  |         |
| -    | 2     | 2     | Шведска              | Julia Skugge, Ерика Јардер, Freja Jernstig, Лена Бернтон                            | ДИСК  |         |

### Финале
| Поз. | Стаза | Земља | Атлетичарке | Време | Белешка |
| ---- | ----- | ----- | ----------- | ----- | ------- |

|   | 6 | Немачка    | Лена Гинтер, Ана Цибис, Татјана Лофамаканда Пинто, Верена Зајлер                    | 42,51 | ЕРС |
|   | 7 | Холандија  | Кадене Васел, Дафне Схиперс, Ева Луберс, Јамиле Самуел                              | 42,80 | НР  |
|   | 8 | Пољска     | Марика Попович, Дарија Корчинска, Марка Јешке, Ewelina Ptak                         | 43,06 |     |
| 4 | 4 | Русија     | Јевгенија Пољакова, Јекатерина Кузмина, Јекатерина Вороненкова, Олга Белкина        | 43,37 |     |
| 5 | 3 | Француска  | Карима Луами, Ајоделе Икесан, Лина Жак-Себастјен, Кристин Арон                      | 43,44 |     |
| 6 | 1 | Швајцарска | Мишел Куени, Жаклин Гасер, Елен Шпрунген, Леа Шпрунгер                              | 43.61 |     |
| 7 | 2 | Белорусија | Volha Astashka, Katsiaryna Hanchar, Elena Danilyuk-Nevmerzhytskaya, Yuliya Balykina | 44,6  |     |
|   | 5 | Украјина   | Олесја Повх, Наталија Погребњак, Марија Рјемјењ, Викторија Пјатаченко               | НЗ    |     |